# 汝、我が民に非ズ
汝、我が民に非ズ（なんじわがたみにあらず）は作家である町田康を中心として2016年に結成された日本のロックバンド。

## 概要・来歴
1981年にメジャーデビューし同年解散したパンク・ロックバンドINUの中心人物である町田康（町田町蔵）が、2010年発表の『犬とチャーハンのすきま』以来、約10年ぶりに音楽活動を再開し2016年6月9日に結成したバンド。
2011年頃から2015年にかけて、町田は知人が熱海で営むカフェで不定期にライブを開催し、自身の過去作品を中心に演奏していたが、2016年に中村敬治がライブのメンバーに加入したことでバンド活動が本格的なものとなった。
作曲は主に中村が、次いで大古富士子が多く担当しており、先に作られた楽曲に町田が後から歌詞をつけるスタイルで作品が作られている。
演奏で主に使用される楽器は、ギター、ベース、サックス、フルート、グランドピアノ、トイピアノ、キーボード、ドラムス。
ファーストアルバム『つらい思いを抱きしめて』を2018年9月26日に発表したのち、9か月後の2019年6月26日にセカンドアルバム『もはや慈悲なし』を発表した。2019年7月3日発行のロックジェット誌で、すでに50曲以上が演奏可能な状態であると中村は述べており、結成から３年という期間に相当速いペースで新曲が生まれていることになる。2020年11月11日、３枚目のアルバム『汝我が民に非ず』を発表。
ライブは東京都内を中心に月に約一回のペースで開催されている。
ファーストアルバム『つらい思いを抱きしめて』発売記念ライブの告知ツイートでの「四十年間考え続け、漸く答えらしきを見つけました。」とのコメントからうかがえるように、町田はこのバンドでの活動に強い手ごたえを感じていると思われる。

## バンド名の由来
ロックジェット誌での町田へのインタビューによると、「汝、我が民に非ず」は旧約聖書ホセア書からの引用であり、ルイス・ブニュエル監督による映画『銀河』で使用されていた言葉。町田の詩集『供花（くうげ）』（1992年）にも登場する。

## メンバー
- 町田康（ボーカル）
- 中村敬治（ギター）
- 大古富士子（ピアノ、キーボード）
- 浅野雅暢（サックス、フルート）
- 瀬戸尚幸（ベース）
- 高橋結子（ドラムス）

## 作品

### アルバム
- つらい思いを抱きしめて（2018年9月26日）
- もはや慈悲なし（2019年6月26日）
- 汝我が民に非ず（2020年11月11日）

### シングル
- パッション（2020年5月20日）

## 文学作品からの引用
- 神様が掘った穴（『もはや慈悲なし』収録） - 歌詞に中原中也の詩「朝の歌」の冒頭二行からの引用がある。
- 土の記（『もはや慈悲なし』収録） - タイトルは高村薫の小説『土の記』からの引用。
- 世界は祈りでできている（未収録曲） - タイトルは舞城王太郎の小説『世界は密室でできている。』からの引用[9]。
- 死者の書（未収録曲） - タイトルは折口信夫の小説『死者の書』からの引用[10]。